# Домерецкая, Наталья Орестовна
Наталья Орестовна Домерецкая (род. 19 апреля 1965 года, СССР) — российская актриса театра и кино, режиссёр-педагог.

## Биография
Наталья Домерецкая родилась 19 апреля 1965 года. Занималась в студии Молодёжного театра в Волгодонске, в студии при заводе ЗИЛ в Москве, в театре-студии «У Никитских ворот». Также работала в театральной студии «Группа граждан».
В 1993 году закончила актёрский факультет РАТИ (ГИТИС) (мастерская И. И. Судаковой). В 1995 году закончила ассистентуру-стажировку РАТИ (ГИТИС) по специальности «педагог по актёрскому мастерству».
Работала в Мастерской Петра Фоменко и театре «Современник». Некоторое время являлась сотрудником радиостанции «Эхо Москвы».
Также работала актрисой озвучивания, режиссёром озвучивания и редактором в телевизионном холдинге «Ред Медиа». Занимала должность кастинг-директора в кинокомпании «Новые люди».
В настоящее время работает во ВГИКе — преподаёт актёрское мастерство.

## Творчество

### Роли в театре
- «Двое на качелях» — Гитель Моска
- "Волшебник Изумрудного города" — Тотошка
- «История лошади»
- «Дневник Нины Костериной»
- «Собачье сердце» — Зиночка
- «Чайка» — Маша

Режиссёр-педагог (ВГИК):
- «Здесь живут люди» (по пьесе Атола Фугарда)

### Фильмография
- 2001 — Искатели — учительница
- 2002 — Дом дураков
- 2002 — Звезда
- 2002 — Кино про кино — Жанна
- 2002 — Тайна Лебединого озера — Маргарита Евгеньевна
- 2003 — Театральный роман — эпизод
- 2003 — Бомба для невесты
- 2003 — Жизнь одна — сотрудница редакции
- 2003 — Спасибо — Светлана
- 2005 — Шекспиру и не снилось... — Ольга
- 2006 — В ритме танго
- 2006 — Иван Подушкин. Джентльмен сыска — Лека
- 2007 — Иван Подушкин. Джентльмен сыска 2 — Кока
- 2008 — Индиго — мать Павла Сошина
- 2008 — Новая жизнь сыщика Гурова
- 2009 — М+Ж
- 2009 — Мужчина в моей голове — эпизод
- 2011 — Девичья охота
- 2011 — Чокнутая — Ольга
- 2013 — Я всё помню — бомжиха
- 2014 — Класс коррекции — Тереза Павловна, директор школы
- 2015 — Пиковая дама: Чёрный обряд — эпизод
- 2015 — Теория невероятности — соседка Альбины
- 2022 — Анна и тайна ночи — мать Егора
- 2022 — Балабол 7 — мать Ирины
- 2022 — Идеальный — мать Нади

### Кастинг-директор
- 2011 — «Мой папа Барышников»
- 2012 — «День учителя»
- 2012 — «Все ушли»
- 2013 — «Страна хороших деточек»
- 2014 — «Охота на крокодилов»
- 2014 — «Кино про Алексеева»
- 2014 — «Класс коррекции»
- 2015 — «Битва за Севастополь»
- 2016 — «Зоология»
- 2022 — «Меморитека»

### Телепередачи
- 1996—1999 — «Лукоморье» (РТР/Культура) — Жар-птица, Лягушка-путешественница

## Озвучивание
- 2004 — Женщина на мавзолее
- 2013 — Лариса умеет летать  — Лариса
- 2015 —  Петрушка и Вятская игрушка  — Петрушка
- 2015 — Ковровская игрушка  — Петрушка
- 2016 — Петрушка и Богородская игрушка — Петрушка
- 2016 — Петрушка и шкатулки Палеха — Петрушка
- 2017 — Петрушка и Абашевская игрушка — Петрушка

Аудиокниги
- 2021 — Алла Шевелкина «Афганский дневник»
- 2021 — Марина Голубева «Путеводитель по мышлению»
- 2021 — Марина Голубева «Практикум по развитию творческого мышления и воображения»
- 2021 — Жорж Санд «Она и он»
- 2021 — Вальтер Скотт «Чёрный карлик»
- 2021 — Вальтер Скотт «Легенда о Монтрозе»
- 2021 — Чарльз Диккенс, Уилки Коллинз «Нет прохода»
- 2022 — Джордж Оруэлл «Дочь священника»